# Simon Strand
Simon August Love Strand (Huddinge, 25 maggio 1993) è un calciatore svedese, difensore dell'Hammarby.

## Carriera

### Club
Cresciuto nel circondario di Stoccolma, ha debuttato nel 2012 con il Väsby United nel campionato di Division 1. Ha poi continuato a militare nella stessa categoria anche nei tre anni successivi, ma con maglie diverse: nello specifico, una stagione l'ha trascorsa al Frej e due all'Huddinge.
Prima dell'inizio della Superettan 2016, Strand ha svolto un provino con l'Assyriska, andato a buon fine tanto da firmare un contratto triennale. La squadra a fine allo è retrocessa in terza serie, ma Strand è stato cercato anche da squadre di categoria superiore: la dirigenza non ha però accettato le offerte, così il giocatore ha iniziato il campionato 2017 in Division 1. Alla riapertura del mercato, nel successivo mese di luglio a circa metà stagione, è risalito in Superettan con il passaggio all'Öster con cui ha terminato la stagione mettendo a referto 14 presenze, tutte da titolare.
Nel gennaio del 2018 l'Öster ha accettato l'offerta dei danesi del Lyngby. La parentesi in Danimarca però si è rivelata ben più corta rispetto ai tre anni di contratto previsti: il club infatti si trovava in una situazione economica molto difficile, tanto da avere problemi nel pagamento degli stipendi. Così, dopo solo un mese, il giocatore ha rescisso senza avere neppure il tempo di disputare una partita ufficiale, dato che la pausa invernale non era ancora terminata. Allo stesso tempo, Strand ha firmato con il Dalkurd, squadra che si apprestava ad iniziare la sua prima stagione nella massima serie svedese. Anche per lo stesso Strand, tuttavia, la stagione 2018 è stata la prima trascorsa nel campionato di Allsvenskan. Il Dalkurd ha chiuso però l'annata al penultimo posto in classifica, ed è retrocesso in Superettan.
La sua carriera è proseguita l'anno successivo all'Elfsborg, società a cui si è inizialmente legato fino al 2021, salvo poi estendere fino al 2024. In quattro campionati con l'Elfsborg ha totalizzato 98 presenze (gran parte delle quali come terzino sinistro titolare) e segnato una rete.
Il 7 marzo 2023, a meno di un mese dall'inizio dell'Allsvenskan 2023 e ad una stagione di distanza dalla sua scadenza contrattuale, Strand è stato acquistato dagli stoccolmesi dell'Hammarby, i quali erano cerca di un sostituto dopo la cessione di Mohanad Jeahze e la partenza di Simon Sandberg.

### Nazionale
Ha giocato nella nazionale svedese Under-17.